# Джанлука Престіанні
Джанлука Престіанні Гросс (ісп. Gianluca Prestianni Gross, нар. 31 січня 2006, Буенос-Айрес, Аргентина) — аргентинський футболіст, нападник португальського клубу «Бенфіка».

## Ігрова кар'єра

### Клубна
Джанлука Престіанні є вихованцем клубної академії столичного клубу «Велес Сарсфілд». Професіональний дебют нападника відбувся 24 травня 2022 року у матчі Кубку Лібертадорес. У жовтні 2023 року англійське видання «Ґардіан» назвало Престіанні одним з кращих гравців світу 2006 року народження.
У грудні 2023 року «Велес Сарсфілд» оголосив про досягнення угоди з португальською «Бенфікою» щодо продажу Престіанні. Але сам договір вступав в дію після досягнення футболістом вісімнадцятирічного віку - 31 січня 2024 року. У цей день «Бенфіка» офіційно оголосила про підписання угоди з нападником. Контракт розрахований до 2029 року.

### Збірна
З 2022 року Джанлука Престіанні є гравцем юнацької збірної Аргентини (U-17).
Преістіанні має італійське коріння. В березні 2023 року стало відомо, що головний тренер національної збірної Італії Роберто Манчині зацікавлений у приєднання до збірної Італії Джанлуки Престіанні. Це сталося лише через кілька днів після того, як подібний крок зробив ще один аргентинський футболіст - Матео Ретегі.

## Титули і досягнення
- Володар Суперкубка Португалії (1):

«Бенфіка»: 2025
- Володар Кубка португальської ліги (1):

«Бенфіка»: 2024-25